# ریکاردو مولینا
ریکاردو مولینا (انگلیسی: Ricardo Molina؛ زادهٔ ۳۱ ژانویهٔ ۱۹۸۴) بازیکن فوتبال اهل اسپانیا است.
از باشگاه‌هایی که در آن بازی کرده‌است می‌توان به باشگاه فوتبال آلمریا اشاره کرد.